# Dov'è la mia acqua?
Dov'è la mia acqua? (Where's My Water?) è un videogioco rompicapo sviluppato da Creature Feep e pubblicato da Disney Mobile, la filiale di Disney Interactive Studios, il 22 settembre 2011 per i dispositivi che utilizzano i sistemi operativi iOS, Android e più tardi Windows.
Il videogioco ha anche due sequel: "Dov'è il mio Perry?" (basato sull'ornitorinco della serie animata "Phineas e Ferb") e "Dov'è il mio Topolino?" (basato sul celebre topo della Disney). Nel 2013 è uscito il secondo capitolo.

## Trama
Swampy, un alligatore, vive nelle fognature, odia la sporcizia, e cerca di farsi la doccia; il suo arcinemico, Cranky, un altro alligatore, interrompe il flusso di acqua a casa di Swampy.

## Modalità di gioco
Il giocatore utilizza il touch screen sul proprio dispositivo per scavare attraverso la sporcizia e reindirizzare l'acqua verso un ingresso alla vasca da bagno di Swampy. Una volta completato il livello, viene sbloccato quello successivo.
I livelli presentano diverse difficoltà, come per esempio la presenza delle alghe che assorbono l'acqua, crescendo di volume, o quella di altri tipi di fluidi tra cui il veleno viola che si fonde con l'acqua, la melma verde con cui il veleno genera un'esplosione e il fango marrone. Il livello fallisce se uno solo di questi fluidi entra nella vasca di Swampy.
Nel punteggio finale si contano il tempo impiegato per completare il rompicapo, la raccolta delle paperelle bonus e la quantità d'acqua erogata nella vasca.